# Phaeogenes pullulatorius
Phaeogenes pullulatorius är en stekelart som först beskrevs av Zetterstedt 1838.  Phaeogenes pullulatorius ingår i släktet Phaeogenes och familjen brokparasitsteklar. Arten är reproducerande i Sverige. Inga underarter finns listade i Catalogue of Life.